# David Sharbani
David Sharbani (en hebreo: דוד שרבני‎: ; 16 de agosto de 1920 - 6 de agosto de 1985) fue el Gran Rabino Sefardí de Colombia, sirviendo entre 1950 y 1978. Siguiendo su cargo, el rabino Sharbani se mudó a Miami, Florida, donde falleció el 6 de agosto de 1985a los 64 años.

## Primeros años
David Sharbani nació en Jerusalén, Israel, hijo del renombrado Cabalista y Rabino Yehoshua Sharbani y Masuda Sharbani. La familia se originó en Irak y tiene una larga lista de figuras rabínicas prominentes. Los padres de David emigraron a Israel desde Bagdad, Irak, en 1903. El rabino Sharbani estudió en la famosa Yeshivá Porat Yosef junto a muchas figuras sefardíes ilustres y prominentes.

## Colombia
David Sharbani fue el primer rabino sefardí en encabezar la primera sinagoga sefardí en Bogotá, Colombia en 1952. El rabino Sharbani estaba relacionado con grandes líderes rabínicos del mundo, incluido Rabbi Moshe Feinstein.
El rabino Sharbani sirvió como apoyo a los rehenes durante la Toma de la embajada de la República Dominicana en Bogotá en 1980 por parte de guerrilleros del M-19.
El rabino Sharbani publicó una Hagadá para Pésaj en hebreo, español e inglés. Fue publicada en 1960 y se encargó una obra de arte al dibujante nacionalizado Colombiano y sobreviviente del Holocausto Peter Aldor.